# Вахба аз-Зухайли
Вахба ибн Мустафа аз-Зухайли (араб. وهبة الزحيلي‎;
1932, Дейр-Атия, Сирия — 8 августа 2015, Сирия) — исламский богослов, правовед шафиитского мазхаба. Автор тафсира Корана.

## Биография
Родился в 1932 году в городе Дейр-Атия (Сирия). Его отец был фермером, знал наизусть Коран.
В 1956 году окончил университет аль-Азхар. Параллельно изучал юриспруденцию в университете Айн-Шамс. В 1957 году с отличием достиг степени лиценциата университета Айн-Шамс. В 1959 году получил диплом магистра на факультете шариата Каирского университета. В 1963 году получил докторскую степень по исламскому праву. В 1969 году ему присвоили звание доцента, а в 1975 году — звание профессора Университета Дамаска.
С 1963 года преподавал в Университете Дамаска.
Умер 8 августа 2015 года.

## Труды
Вахба аз-Зухайли является автором более 50-ти книг книг исламской тематики, среди которых:
- Асар аль-харб фи фикхи-ль-Ислями: дираса мукарина («Влияние войны на исламский шариат: сравнительное исследование»).
- аль-Фикх аль-Ислами ва адилляту-ху («Исламский фикх и его доводы»). В 9-ти томах.
- аль-Васит фи усуль аль-фикх аль-Ислами («Средний объём основ исламского фикха»).
- Усуль аль-фикх аль-Ислами («Основы исламского фикха»). В 2-х томах.
- аль-Ваджиз фи усуль аль-фикх («Краткое изложение в усуль аль-фикха»).
- аль-Фикх аш-Шафии аль-Муясир («Облегчённое шафиитское право»).
- аль-Фикх аль-Ислями аля мазхаб аль-маликии («Исламская юриспруденция по маликитскому мазхабу»).
- аль-Хукук аль-Инсан фи аль-фикх аль-Ислями би аль-Иштирак ма аль-Ахирин («Права человека в исламской юриспруденции, касающиеся отношений с другими»).
- аль-Ислям Дин Шура ва Димукратия («Ислам: религия консультаций и демократии»).
- Хакк аль-Хурийя фи аль-Алям («Право на свободу в мире»).
- Асль Мукаранит аль-Адйан («Основы сравнительного религиоведения»).
- Назарийа ад-дарура аш-шар’ийа: дираса мукарина («Доктрина безысходности в шариате: сравнительное исследование»).
- Назарийа ад-даман ау хукму-ль-мас’улийа аль-маданийа ва-ль-джинаийа фи-ль-фикх аль-Ислами: дираса мукарина («Положение об уголовной и гражданской ответственности в исламском фикхе: сравнительное исследование»).
- Низам аль-Ислам («Положения Ислама»). В 3-х книгах:

- «Низам фи-ль-‘акыда» («Положения вероубеждения»),
- «Низам аль-хукм ва-ль-‘алякат ад-даулийа» («Режим правления и государственные взаимоотношения»),
- «Мушкилят аль-‘Алами-ль-Ислами аль-му’асыра» («Современные проблемы исламского мира»).

- ‘Укуд аль-мусамма фи кануни-ль-му’амалят аль-маданийа аль-Имарати ва-ль-канун аль-мадани аль-Урдунни («Виды соглашений, упомянутые в гражданском законодательстве ОАЭ и в гражданском кодексе Иордании»).
- ‘Алякат ад-даулийа фи-ль-Ислам («Международные отношения в Исламе»).
- ат-Тафсир аль-мунир фи-ль-‘акыда ва-ш-шари’а ва-ль-манхадж («Толкование Корана, проливающее свет на исламское вероучение, законодательство и методологию») в 16-ти томах. В 1995 году эта книга получила премию «Лучшая книга в исламском мире»[3].